# Суб-т
Суб-т (С-бу-т) (? — ум. 798/799, Барда) — дочь хазарского кагана, невеста высокопоставленного арабского сановника ал-Фадла Бармакида. Упоминается у ат-Табари, Ибн ал-Асира и Бар Гебрея.
В  798/799 году вместе со свитой из хазарских знатных лиц (тарханов) отправилась в Халифат.
Ал-Фадл из знаменитого персидского семейства Бармакидов, родной брат визиря Джафара и молочный брат халифа Харуна ар-Рашида, в предшествующие годы был наместником северных провинций Халифата, включавших всё Закавказье. В  792/793 году он имел неудачную стычку на хазарском пограничье. Династический брак, вероятно, был заключён по его инициативе, чтобы снять напряжённость в отношениях между державами.
По дороге, в городе Барда, принцесса по неизвестной причине умерла. Вернувшиеся хазары полагали, что она была отравлена (по другой версии, убита беременной). В следующем  799/800 году разгневанный каган лично отправился воевать. Хазарская армия дошла до Куры и на протяжении 70 дней бесчинствовала в Арране, уведя в полон, как пишут хронисты, более 100 тысяч человек и столько же голов скота. Это было последнее нашествие хазар на Закавказье.
Почти такой же историей арабские источники объясняют и предыдущее нашествие хазар в  762/763 году. Тогда дочь кагана Багатура по имени Хатун была выдана за губернатора Армении Йазида ас-Сулами. Вскоре она вместе с двумя сыновьями внезапно умерла, и каган заподозрил зятя в её отравлении. Возможно, реален только первый рассказ, а второй его дублирует. Одинаковые имена у наместников Армении в те годы могут быть косвенным аргументом в пользу путаницы. Если оба события реальны, династический статус второго брака был более высоким.